# Manoscritto Carlo G
Il manoscritto Carlo G è una raccolta di musica sacra concertata, in gran parte a una e due voci e organo, databile al secondo-terzo decennio del XVII secolo. 

Prende nome dal compilatore "Carlo Gra<...>", che firma anche la maggior parte dei brani con le iniziali "C.G.".

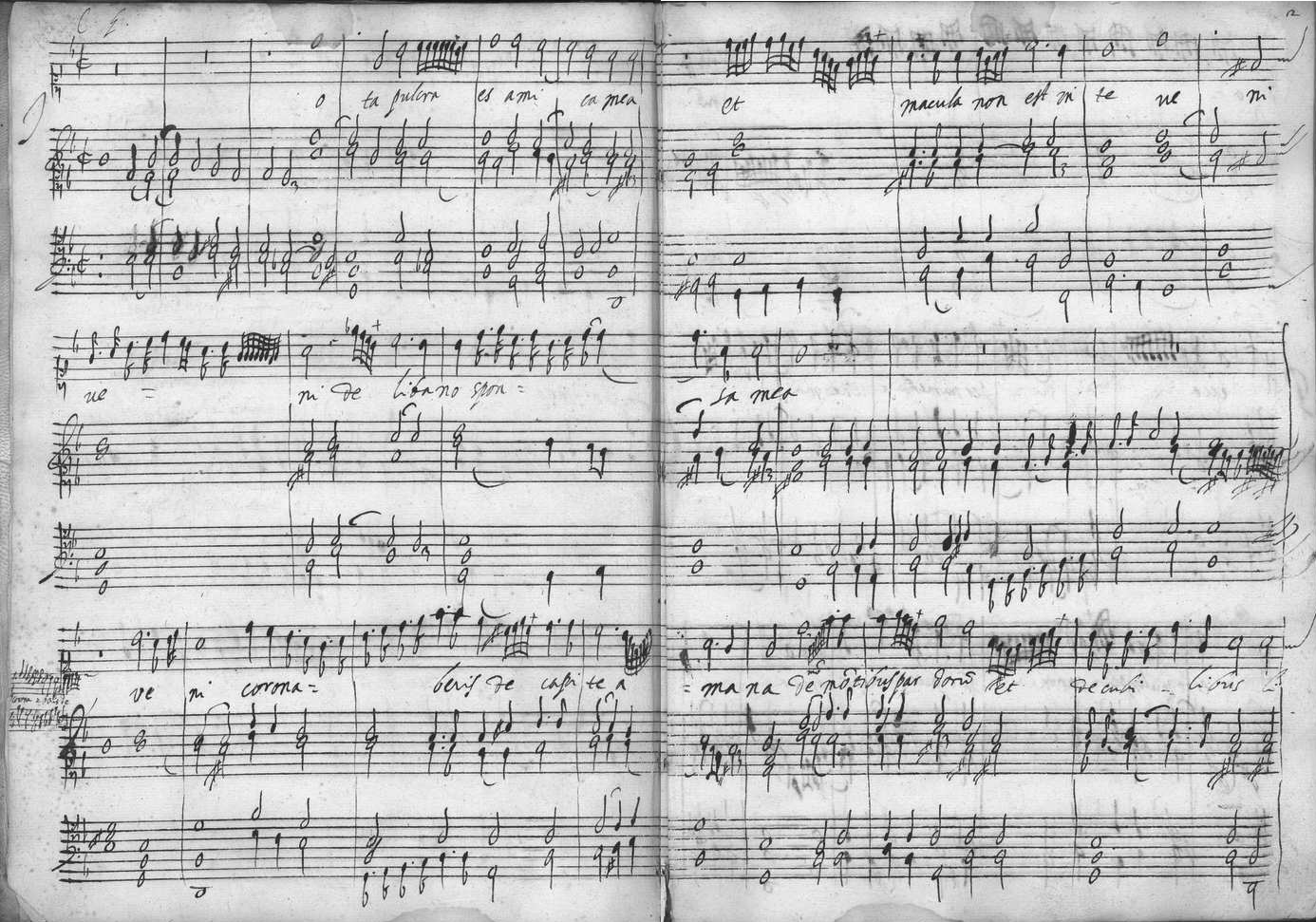
Manoscritto Carlo G., cc. 1v-2r, mottetto a una voce e organo Tota pulchra

## Storia
La notorietà del Manoscritto Carlo G inizia verso il 2000-2001, quando fu acquistato da un anonimo proprietario per una modesta somma da un rigattiere a Baden nei pressi di Vienna. Negli anni successivi fu oggetto di una tesi di diploma al conservatorio di Vienna del clavicembalista e organista Roman Chlada. Nel dicembre 2007 fu poi rivenduto a un anonimo proprietario nel corso di un'asta da Sotheby’s a Londra.
Circa il luogo d'origine, sulla base dei santi e sante citate nei testi, è stato recentemente ipotizzato che il Manoscritto Carlo G. sia stato compilato a Bologna, ad uso delle monache di alcuni conventi o monasteri femminili della città, tra cui quelli delle camaldolesi di S. Cristina della Fondazza, celebre per la sua attività musicale tra XVI e XVII secolo, e delle clarisse del convento dei SS. Naborre e Felice.
 Altri elementi confermano la destinazione agli ambienti monastici femminili. Per esempio, il brano  Benché sovra le stelle di Caccini recante l'indicazione "per monache", il cui testo contiene chiari riferimenti al canto delle religiose; nel mottetto Filiae Hierusalem annuntiate Jesu è suggerito che “chi non può andar basso canti alto all’ottava", a riprova dell'impiego di voci femminili non estese nella tessitura grave; infine la menzione di una "suor Maria Vittoria" per cui Carlo G. scrisse una breve cadenza alternativa nel mottetto En dilectus meus. 

Per quanto riguarda "Carlo Gra<...>" (o "Grat<...>"), il compilatore-proprietario del manoscritto, finora non identificato con alcun musicista di professione, si è avanzata l'ipotesi che fosse una persona di alto rango sociale e che mantenesse rapporti con vari conventi e monasteri bolognesi, in cui vivevano religiose a cui era legato da vincoli di parentela. Il miglior candidato a una possibile identificazione potrebbe essere Carlo Grati, membro di una nobile famiglia bolognese, che ricoprì le cariche di “gonfaloniere” nel 1640 e di “anziano” nel 1647, e che potrebbe aver redatto il manoscritto in età giovanile, nel secondo-terzo decennio del Seicento. 

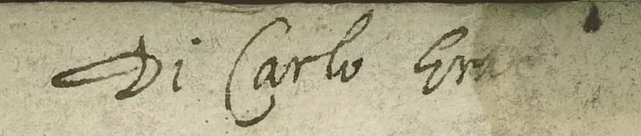
Firma di Carlo Gra<...> apposta sopra l'indice del manoscritto

## Descrizione
Il Manoscritto Carlo G, databile all'inizio del XVII secolo, è formato da 162 carte (di cui 158 numerate) copiate da un'unica mano. Esso contiene per lo più brani sacri a una e due voci e organo, generalmente in stile "passaggiato", e alcuni brani a 6, 7 e 8 voci, notati però in partitura per una o due voci e organo. La musica è notata "ad apertura di libro" e scorre dalla facciata sinistra a quella destra. La parte dell'accompagnamento è scritta per esteso: in intavolatura per l'organo o, in qualche caso, in intavolatura liutistica italiana per il chitarrone. La particolare notazione in partitura con la parte dell'organo (e in qualche caso del chitarrone) scritta per esteso, e le ricche fioriture delle parti vocali fornisce preziose indicazioni di prassi esecutiva del tempo, sia per le parti vocali sia per quelle strumentali.

La maggior parte dei pezzi sono siglati da Carlo G., ma vi sono anche opere attribuite ad altri compositori del tempo, come Bartolomeo Barbarino, Giulio Caccini, Girolamo Giacobbi, Luca Marenzio, Paolo Quagliati e Orazio Vecchi, quasi tutte in unicum e in alcuni casi arrangiate per un organico ridotto.

Trattandosi di repertorio sacro i testi sono logicamente in latino; fa eccezione il brano attribuito a "Giulio Romano" (Giulio Caccini), Benché sovra le stelle, che appare comunque corredato da una versione in latino (Deus Dominus meus) del testo in volgare.

In alcuni brani (Mater Hierusalem civitas e Panis angelicus) è indicato un violino, presumibilmente come alternativa a una delle voci di soprano nei brani a due. La maggior parte dei brani è composta per un organico ridotto (una o due voci e organo), anche se vi sono brani a sei, sette e otto voci, come Alma mater pietatis di Quagliati (a 6), In te Domine speravi (a 8), Ecce nunc benedicite (a 7) e Sicut sponsus matris ("a 6 per sonar quattro viole et cantar due soprani") di Carlo G., e gli anonimi Benedictus Deus (a 8) e Num quem diligit anima mea vidistis (a 8). Il manoscritto contiene anche brevi pezzi strumentali che fungono da preludio ad alcuni brani: la "Toccata al mottetto Panis angelicus con violino, chittarone, lira et basso di viola", la "Toccata di Decantabat [populus Israel]" per violino, la "Toccata per Florete flores" a due organi.

Una copia digitalizzata in bianco e nero del manoscritto (attualmente di proprietà privata), pur mancante di una decina di pagine, è disponibile nella Petrucci Music Library .

## Discografia
- Profeti della Quinta, dir. Elam Rotem, The Carlo G Manuscript. Virtuoso liturgical music from the early 17th century, Glossa, GCD 922516, 2017 (selezione di 23 brani dal manoscritto)